# 聖剣伝説 HEROES of MANA
『聖剣伝説 HEROES of MANA』（せいけんでんせつ ヒーローズ オブ マナ）は、スクウェア・エニックスから2007年3月8日発売されたニンテンドーDS用ストラテジーRPG。略称は「聖剣伝説HOM」、「HOM」など。聖剣伝説シリーズの外伝。ニンテンドーWi-Fiコネクションにも対応していて、ランキングに参加することができる。

## 概要
『聖剣伝説4』と同様、「聖剣プロジェクト」の一環として開発されている。同時に複数人が遊ぶことができる（そもそもネット接続対応ゲームであり、他のプレイヤーと行動を共にしたりすることもできる）。本作のジャンルはシリーズ初となるストラテジーRPG。リアルタイムストラテジーシステムを採用。
開発は『新約 聖剣伝説』と同じブラウニーブラウン、キャラクターデザインはスクウェア・エニックス所属の伊藤龍馬、音楽は下村陽子が担当。
『聖剣伝説3』の19年前の世界が舞台になる。前作では「いにしえの都」として登場した王国ペダンが物語のキーになる。本作ではシリーズのレギュラーキャラであるワッツ、ボン=ボヤジ、ニキータなどが一切登場しない。

## ストーリー
これは聖剣によって選ばれる宿命を背負った少年・少女らが生まれる前の話。
今はなき滅びた王国の冷たく黒い牙が世界を蹂躙する時。それに反旗を翻し戦った古き英雄の物語である。

## システム
前項の通り本作は今までとは全く違うジャンルのため、独特なゲームの進め方となっている。

### ゲームの流れ
ステージの開始時に勝利条件と敗北条件が表示され、さまざまな勝利条件を目標に進行していく。またステージ途中でこれらの条件は変化していくこともある。
ステージとなるマップ自体は始めから全て見渡せるようになっているものの、実際は自分のユニットの決められた視界の分までしか完全に知ることはできず、相手のユニットや資源を採集できる場所などはほとんど表示されていない。そのため自分のユニットを移動させて視点を広げていく必要がある。ユニットの移動は「動かしたいユニットをタッチ」「下に表示されるユニットを示すアイコンをタッチ」「囲みコマンドをタッチ後動かしたいユニットを囲む」などをして指定した後、移動した居場所をタッチすることで移動する。
資源を採掘できる「ガイア」「トレント」を発見したら、空母内に収集用のモンスター(MOB)を召喚できる施設を建設。その後収集用MOBを召喚し、目標を「ガイア」「トレント」に向かわせることで「ガイア」からは建設用の資源「トレント」からは召喚用の資源を収集することができる。ただしどちらも収穫できる数に限りがあり、資源が尽きてしまうとこれ以上は収集できなくなる。
空母内に資源が溜まっていったら、今度は複数ある戦闘用のMOBを召喚する。収集MOBと同様、それに準じた施設を建設し完成後にMOBを召喚して戦力を整えていく。なお召喚できる最大数はカリスマユニット(キャラクター)を含めて25体までとなっている。
MOBを召喚し戦力が出揃えば進軍となる。タッチペンで敵を指定しすれば、ユニットが敵に向かって移動、戦闘を開始する。戦闘で体力が尽きて倒されてしまったMOBは再び空母内で資源を消費して召喚しなおす必要がある。
これらの行動を常にリアルタイムで並行して行っていく（前線で戦っている間にも資源を収集するなど）ゲーム中では勝利条件の変更や、敵の増援などの事態もあるため、迅速且つ冷静な判断が勝敗の鍵を握る。

### ユニットの種類
本作では様々な種類のユニットが存在する。それらを上手く使いこなすのがポイントとなる。またMOBには通常攻撃のほかに一定確率で発動する必殺技なども持つ。召喚できるMOBは味方(対戦ではロジェ側)と敵（対戦ではペダン側）で全く異なっている。またステージによっては各国の兵士や魔工兵器なども戦闘に参加する。
カリスマユニット
主人公ロジェたちなどに当たる人間ユニット。ゲーム開始時に決められた人数から選択して出撃する(ステージによっては強制的に出撃するキャラクターもいる)。基本的な能力がMOBより高く、どんな相手でも戦えるのが強み。またキャラクターごとに「周囲にいる特定のMOBの能力を上げる」バトルスキルとナイトソウルズに待機（出撃させない）している時に発動する待機スキルなどキャラごとにさまざまなアビリティを持つ。
レベルなどの成長はないが、手に入るアクセサリを装備することで能力の向上や魔法の使用が可能になる。
収集MOB（ラビなど）
資源を採掘することができるMOB。まず始めに召喚する。指示されたガイアやトレントから資源を採集して空母に持ち帰るのが役目。そのため戦闘力は低く戦わせるのは得策ではない。
地上MOB（マイコニドなど）
地上戦が得意なMOB。弓MOBに強く、重装MOBに弱い。
重装MOB（プチグランシェなど）
耐久力、攻撃力が地上MOBに比べ高く逆に移動が遅いMOB。地上MOBに強く、飛翔MOBに弱い。
飛翔MOB（ニードルバードなど）
空を飛ぶため高低差の影響を受けないMOB。重装MOBに強く、弓MOBに弱い。
弓MOB（ポロンなど）
弓を装備し遠距離から攻撃できるMOB。飛翔MOBに強く地上MOBに弱い。
特殊MOB
モールベアなど
特殊な能力を持ったMOBで、前述の強弱関係には含まれない。ステータス異常にもならない。例えばモールベアは地中に潜行することで、敵に気づかれることなく偵察することができる。
魔工兵器
戦闘力が高く遠距離攻撃も可能なユニットで、前述の強弱関係には含まれない。その分移動速度が遅く、召喚時の資源も多く使用するため使いどころが肝心となる。

### 空母・施設の種類
本作では空母の内部で様々な施設を決められた数まで建設できる、建設にはガイアから採集できる「ガイアの石」を使用する。空母とこちらの操作で他のユニットと同様、自由に動かすことができるが、施設の建設や利用などはマップ内に点在する「フック」と呼ばれるポイントに接続させる必要がある。また、空母そのものには武器は装備されておらず、（ヴァルダの待機スキル「空母障壁」による防御力上昇は可能）耐久力が0になってしまうとこちらの敗北になってしまうため注意が必要。
召喚施設
各種MOBを召喚できる施設で、召喚したいMOBの種類ごとに建築する必要がある。建築後は召喚に必要な資源を消費してMOBを召喚することができる。
ヒーリングホーム
設置すると空母の周りにいる全てのユニットの体力が徐々に回復していく。
リバイバル
戦闘中に倒された、カリスマユニットをトレントの実を消費して復活させることができる施設。
神獣の祭壇
大量の資源を消費して祭壇を建設し強力な神獣を召喚して攻撃する、一発逆転の切り札的な施設だが一度召喚すると撤去され再び設置する必要がある。

## プレイモード

### ストーリーモード
全27話で戦闘とイベントを織り交ぜる形（ただし、1話は戦闘シーンがない）で進行する。物語間のワールドマップ画面ではセーブや登場人物、ユニット、作中用語の説明を回覧することが出来る。

### フリーバトル
戦闘を楽しむモードでデータはストーリーモードのセーブデータを使用する。ストーリーを進めたりWi-Fiコネクションで受信することなどで選択できるステージが増加する。またフリーバトルの攻略時間などがランキングの成績に換算される。基本的に戦闘だけだが一部のステージではショートストーリーが挿入される。

### 対戦モード
ワイヤレス通信でプレイヤー同士が戦うモード。設定時ロジェ側（ストーリーと同じメンバー）とペダン側（敵のユニットが使用可能）のどちらかから選択することが出来る。

### 2周目
本編をクリア後そのデータのままストーリーモードの初めからプレイですることができる。前回のデータから獲得アイテムなどが引き継がれ。最初に難易度をノーマル（通常のモード）とハード（後述）から選択することが可能である。

### ハードモード
2周目以降に選択できるモード。ステージの敵のステータスが上昇するなど難易度が格段に上昇している。逆にクリア時の獲得アイテムも通常より強力なものが手に入る。

## 登場人物

### 反乱軍
ペダンで結成されたビーストキングダムの偵察部隊。ビーストキングダムの戦闘を機にペダンと決別、反旗を翻した。
ロジェ（Roget）
本作の主人公。21歳。175cm。ペダンで兵役についている青年で、剣術や体術が得意。ビーストキングダムの偵察任務で事件に巻き込まれる。好青年ながら心優しく仲間を傷つけたりすることでナーバスになることもあるが、双子の兄である幻夢の主教等と闘いその後全ての元凶を追う旅に出る。
ユリエル（Yurchael）
ビーストキングダムの偵察部隊隊長。26歳。180cm。マイペースながら冷静沈着で平気で無茶な作戦を立てるところから「笑いザメ」の別名を持つ。バトルシステムの解説も担当する。後述するバジリオスとセレスタンとは盟友であり、三角関係でもあった。
ジェレミア（Gemiére）
ビーストキングダム偵察部隊の紅一点で、ペダン大臣の姪。18歳。164cm。怒りやすい性格のため「歩く地雷」と呼ばれている。そのため無口ながら高飛車な所があるが、実は努力家で訓練は惜しまない、キュカとは喧嘩しながらもコンビで戦う。
テケリ（D'Keli）
「森の人」最後の生き残りで、モンスターを操る能力を持つ。10歳。135cm。中性的だが、れっきとした男の子。基本としてコメディメーカーだが、洞察力は高い。ただし、ふざけたことを言いキュカやジェレミアに殴られることもしばしば。
キュカ（Qucas）
二年前からペダンに雇われている傭兵。23歳。185cm。女好きで酒好きだが報酬さえもらえれば仕事はしっかりこなす。ロジェとは友人関係。ローラント出身でローラントに知り合いが多い。オウルビークスとは因縁がある。

### 古の王国ペダン
大陸とは隔絶された孤島の国。そのため独自の文化を持つ。聖剣伝説3では12年前（本作の7年後）に竜帝大戦で壊滅したとされている。
アナイス
ペダン国王。17歳。国王だが、何処か子供っぽく戦争を楽しんでる節がある。ロジェと幻夢の主教とは以前から幼馴染として付き合っていた。
セレスタン
ペダン軍将校。32歳。遊び人風の格好と物言いだが職務は忠実にこなす男、ユリエルそして後述するバジリオスとは古くからの仲で3人は微妙な関係だったらしい。
セシリア・バジリオス
本作のラストボス。仮面を付けたペダン軍女将軍。24歳。古くから軍人の家系で高い指揮能力とカリスマを持ち合わせる。ユリエルやセレスタンとは古くからの盟友。
特にユリエルとは以前恋仲で彼との間に子供もいたのだが、その子は死にバジリオスの心に大きな傷を残すことになる。
エレナ
ペダン軍の女兵士。20歳。後述するユハニの姉で、ロジェの恋人。自国と弟ユハニを裏切りユハニを殺したロジェを恨んでおり、そのためバジリオスからゾンビブースカブーと幽霊戦艦の指揮を託されロジェと戦うが敗北し、エレナはルジオマリスに特攻を仕掛け自殺まがいの最期を迎える。なお、エレナ戦でロジェが死亡するとエレナの複雑な胸の内が見受けられる。
ユハニ
ペダン軍の兵士。18歳。前述したエレナの弟で、ロジェとも親しく彼を慕っていた。後にロジェがペダンを離反したため、その反動でロジェを憎むようになり彼に剣を向け、2度に渡る戦いでユハニはロジェに見取られながら息を引き取るが、その折にエレナをロジェに託す。ちなみに一度目の戦いで自ら渓谷に飛び込んだはずだが、何事もなく再登場している。
幻夢の主教
ペダンにあるミラージュパレスの主にて、ロジェの双子の兄。21歳。アニスの鏡に魅入られ自分の手で宇宙建造を夢見てΨ計画の立案者になる。ロジェとは異なり主に術法やペダン古来の呪術を得意とする。

### 獣人王国ビーストキングダム
人間たちを憎む獣人たちの国家で、国家周辺は常に夜である。
獣人王ガウザー
ビーストキングダムのリーダーで、何より民の事を考える熱い男。24歳。他の人間を憎む獣人とは違い、人間のことをそれほど気にはしていない。聖剣伝説3の主人公の一人ケヴィンの父親である。

### 空中城塞ローラント
険しい山岳に有る要塞。聖剣伝説3とは違いまだ国としては成り立っていない。現在はナバールと緊張状態にある。
アルマ
ローラント随一の女戦士。20歳。キュカとは幼馴染。後に聖剣伝説3の主人公の一人であるリースと彼女の弟エリオットの乳母として3にも登場。実はジョスターのことを愛しているのだが、ジョスターとミネルバが恋仲だとも知っており、心の内に秘めている。
ガルラ
ローラントのリーダーで、ローラント周辺部族をまとめ上げた。38歳。ミネルバの母で、リースとエリオットの祖母にあたる。現在は積極的な外交を行っていたが、ナバール兵と戦い息絶える。
ジョスター
ローラントの歴戦の戦士。28歳。キュカとも面識がある。リースとエリオットの父親である。
ミネルバ
族長ガルラの娘で、ジョスターの恋人。19歳。ジョスターと共にローラント建国を夢見る。リースとエリオットの母親である。
翼あるものの父
ローラントの天の頂に住むといわれている守護精霊。シリーズで言うところのフラミーなのだが、3との関係で「翼あるものの父」と呼ばれている。性別は雄、会話も可能である。

### 聖なる光の都ウェンデル
各地から巡礼者が訪れるという聖都。永世中立国の立場をとっている。
ベルガー
ウェンデルの闇の神官。33歳。心優しく高潔な人柄ながら責任感が強く、目的のためなら手段を選ばない一面もある。それが自身の悲劇を生むことになり、後に仮面の道士と呼ばれ邪悪なる者として立ち塞がることになってしまう。聖剣伝説3のキーキャラクター・ヒースの父親である。
ウェンデルが永世中立国で表立って動けないためロジェ達に個人として協力をするが、その傍らで誰かを助ける術を探してもいた。
光の司祭
ウェンデルの司祭。68歳。自ら戦うことはしないが相当な魔法の使い手。聖剣伝説3の主人公の一人シャルロットの父方の祖父である。

### 砂の要塞都市ナバール
灼熱の砂漠に位置する組織。ローラントを攻め落とすため、ペダンと同盟を結んだ。
ファルコン
ナバールの元部隊長でくのいち風のいでたち。19歳。現在のナバールの方針に反発、夫のサンドアローらと共に現在は追われる身となっている。聖剣伝説3の主人公の一人ホークアイの母親で、イーグル・ジェシカの異母姉（イーグルやジェシカとは親子ほど年の差がある）。
サンドアロー
ファルコンの夫。21歳。反戦主義者のため戦闘能力は高くない（負傷していなければ結構強い）。聖剣伝説3の主人公の一人ホークアイの父親である。
フレイムカーン
ナバールでも数少ない大戦士の称号を持つ。36歳。組織から反発した娘のファルコンを処罰しようとする。聖剣伝説3ではナバールの族長として登場する。
オウルビークス
ナバールの族長。42歳。ローラントを制圧するためペダンと連合するが、不満に持ったファルコンらの反発を招いた。5年前に弟のバウチャーをキュカに殺されている。

### 草原の王国フォルセナ
精鋭部隊白銀の騎士団を抱える国家。ナバールとペダンの同盟に対しアルテナと連合し対抗する。
ロキ
白銀の騎士団団長にて「黄金の騎士」との異名を持つ騎士。32歳。聖剣伝説3の主人公の一人デュランの父親。フォルセナ王子であるリチャードとは立場を超えた親友のような間柄。
リチャード
フォルセナ王子で第一皇位継承者。34歳。騎士道精神にあふれていることから前線での戦いを好むが、それゆえロキから心配されることもある。聖剣伝説3では「英雄王」と呼ばれていて、主人公の一人アンジェラの父親だが、彼女はこのことを全く知らない。

### 魔法王国アルテナ
極寒の地に栄える魔法大国。女王の魔力で国内は温暖な気候となっている。
ヴァルダ
アルテナ王女で第一皇位継承者。22歳。聖剣伝説3では「理の女王」と呼ばれていて、主人公の一人アンジェラの母親。魔道の素質に恵まれているがまだ上手く制御が出来ない。前述のリチャードに対し恋愛感情のようなものを持っているが立場のためそれを周囲に悟られないように押し殺している。
アルテナ女王
アルテナの現女王で、ヴァルダの母親。40歳。天候を操るほどの魔力を持つがアニスの鏡には勝てずヴァルダらを逃がすためにペダン軍と戦い戦死する。

## 用語
Ψ計画（サイ計画）
ペダン軍が進めている計画。侵攻し鏡を設置した5大国とミラージュパレスを世界地図から見ると「ψ」の文字をかたどるのが由来。
アニスの鏡
Ψ計画の要を担う大魔女アニスの力を持った鏡。鏡を通して文字が反対に移ったため当初は「エジーナの黒き鏡」と呼称されていた。ナバール以外の侵攻した5大国に順次出現した鏡は補助的なもので本当の鏡はミラージュパレスにある。
空母
各国が所有する飛行可能な空母。ゲーム中ではペダン、ナバール、ビーストキングダム、アルテナ製の空母が登場した。フォルセナも所有したという描写があり、設定上ではローラント、ウェンデルも所有している。
空母ナイトソウルズ
ペダン偵察部隊が乗り込む中型船。偵察用のため機動性に優れるが航続距離は長くない。武装は持っていないが内部にモンスター召喚施設を建てることができる。
魔道要塞ルジオマリス
氷壁の迷宮内に隠されていた、古代アルテナの空母。強力な次元魔道砲を装備するが発射には大量のガイアの石を必要とする。
竜一族
竜の長竜帝に率いられた一族で、ペダン軍に協力する。なお、竜帝とは番外編のシナリオでロキ・ヴァルダ・リチャード等と一戦交えることもあり、ベルガーについては部下の竜が死と闇を纏う者と呼ぶ。竜帝は後にロキと刺し違えて命を落とすが、聖剣伝説3で紅蓮の魔導師によって復活し、邪悪なる者として立ちふさがることになる。

## 主なスタッフ
- プロデューサー：石井浩一
- シナリオ原案：加藤正人
- メインキャラクターデザイン：伊藤龍馬、オグロアキラ
- 音楽：下村陽子
- 開発：ブラウニーブラウン
- プロダクションプロデューサー：亀岡慎一
- アニメーション製作：パルムスタジオ

## 関連商品
- 攻略本
  - 『聖剣伝説 HEROES of MANA 公式ガイドブック』（2007年3月8日、ファミ通書籍編集部）ISBN 9784757734623
  - 『聖剣伝説 HEROES of MANA 公式コンプリートガイド』（2007年4月5日、スクウェア・エニックス）ISBN 9784757519862
- その他
  - 『聖剣伝説 HEROES of MANA Original Soundtrack』（2007年4月18日、スクウェア・エニックス）